# Робот ЭЛ-76 попадает не туда
«Робот ЭЛ-76 попадает не туда» (англ. Robot AL-76 Goes Astray) — юмористический научно-фантастический рассказ Айзека Азимова, первоначально напечатанный в февральском выпуске журнала Amazing Stories 1942 года и входящий в сборники The Rest of the Robots (1964) и The Complete Robot (1982). Азимов выбрал этот рассказ для включения в антологию My Best Science Fiction Story (1949).

## Сюжет
AL-76 (также известный как Эл) — робот, предназначенный для горных работ на Луне, но в результате несчастного случая, он, покинув завод US Robots and Mechanical Men, заблудился и оказался в сельской местности Виргинии. Он не может разобраться в незнакомой обстановке, а люди, которых он встречает, боятся его. Наткнувшись на сарай, полный запасных частей и хлама, он перепрограммирует себя и создаёт мощный инструмент для добычи полезных ископаемых, подобный тому, что был разработан для использования на Луне, но поскольку у него нет нужных деталей, он импровизирует и создаёт лучшую модель, требующую меньше энергии. Затем Эл в мгновение ока разрушает половину горного склона, что приводит в ужас деревенского «антиквара», который надеялся использовать потерянного робота в своём бизнесе. На гневный приказ уничтожить инструмент и забыть о нём, AL-76 подчиняется, и секрет перепрограммирования и усовершенствованного инструмента теряется.